# 下川町 (前橋市)
下川町（しもかわまち）は、群馬県前橋市の地名。郵便番号は379-2144。2013年現在の面積は0.3km2。

## 地理
前橋市の南部、利根川左岸に位置し、住宅地として整備されている。

### 河川
- 利根川

## 歴史
1980年からある地名である。亀里町、新堀町、横手町の各一部が合併し、成立した。

### 年表
- 1980年 亀里町、新堀町、横手町の各一部を合併し、下川町が成立する。

## 世帯数と人口
2017年（平成29年）8月31日現在の世帯数と人口は以下の通りである。
| 町丁   | 世帯数  | 人口  |
| ------ | ------- | ----- |
| 下川町 | 154世帯 | 332人 |

## 小・中学校の学区
市立小・中学校に通う場合、学区は以下の通りとなる。
| 番地 | 小学校               | 中学校             |
| ---- | -------------------- | ------------------ |
| 全域 | 前橋市立下川淵小学校 | 前橋市立第七中学校 |

## 交通

### 鉄道
鉄道駅はない。

### 道路
国道、県道は通っていない。

## 施設
- しょうび第二幼稚園